# Oldsmobile Model M
La Model M è un'autovettura prodotta dall'Oldsmobile nel 1908. Con tale appellativo era definita la versione torpedo quattro porte. L'omologa Model MR, che era caratterizzata da un passo più corto (2.692 mm invece di 2.845 mm), era la versione roadster due porte. Le due vetture erano meccanicamente identiche. La Model M sostituì la Model A, mentre la Model MR prese il posto della Model H.

## Storia
La vettura era equipaggiata con un motore a quattro cilindri in linea da 5.506 cm³ di cilindrata che erogava 36 CV di potenza. Tale motore era raffreddato ad acqua.
Il propulsore era anteriore, mentre la trazione era posteriore. Il moto alle ruote posteriori era trasmesso tramite un albero di trasmissione. Il cambio era a tre rapporti con leva collocata a destra del guidatore. Il freno a pedale agiva sull'albero motore, mentre il freno di stazionamento operava tramite tamburo sulle ruote posteriori.
I fanali erano ad acetilene. In totale, dei modelli ne furono prodotti 1.000 esemplari. La Model M e la Model MR furono sostituite, rispettivamente, dalla Model D e dalla Model DR.